# VMware
VMware, Inc. é uma empresa que produz softwares e serviços para computação em nuvem e virtualização, o que permite criar máquinas virtuais (hipervisor). Isto permite a instalação e utilização de um sistema operacional dentro de outro, dando suporte real a software de outros sistemas operativos.
Usando um software de virtualização como os providos pela VMware é possível executar um ou mais sistemas operacionais simultaneamente num ambiente isolado, criando computadores completos (virtuais) a executar dentro de um computador físico que pode rodar um sistema operacional totalmente distinto. Do ponto de vista do utilizador e do software nem sequer se nota a diferença entre a máquina real e a virtual. É muito usado em centros de dados, pois permite criar redundância e segurança adicional sem recorrer a tantas máquinas físicas e distribuindo e aproveitando melhor os recursos das máquinas hospedeiras.

## A empresa desenvolvedora
A empresa desenvolvedora, VMware Inc., localiza-se em Palo Alto, Califórnia, Estados Unidos e é uma subsidiária da Dell Technologies. O nome é um jogo de palavras com Virtual Machine (máquina virtual), que é o nome técnico dado a um sistema operacional rodando sob a plataforma provida pelos softwares desenvolvidos pela VMware.

## Produtos

### VMware Workstation
VMware Workstation é um hipervisor voltado ao uso no desktop, em ambientes de desenvolvimento. Atualmente está na versão 15.0, e roda em CPU's Intel e AMD de 32 e 64 bits. Permite rodar vários "computadores virtuais" dentro de um sistema operacional (Windows, versões GNU/LINUX, MAC OS, etc), cada um destes computadores pode rodar seu próprio sistema operacional.
O computador simulado pode ter uma quantidade de RAM definida (até 3600 MB no VMware 5.5.3; até 8GB, desconsiderando limitações do hardware, no VMware 6.0) e um disco virtual delimitado (até 950GB)
Ele pode "simular" um drive de CD-ROM,drive de disquete, placas de rede (até 3 no VMware 5.5.3; até 10 no VMware 6.0 beta), discos rígidos e portas USB (USB 1.1 na versão 5.5.3; USB 2.0 na versão 6.0; USB 3.0 na versão 8.0).
Recursos importantes:
- Possibilidade de "unir" várias máquinas virtuais, permitindo que todas elas sejam iniciadas ou desligadas com um mesmo comando. Também é possível definir redes internas.
- Suporte a 3 modos de rede: Bridged (a máquina virtual é vista como um outro computador na rede, com IP obtido via DHCP); NAT (a máquina virtual se conecta ao computador host, que por sua vez se conecta à rede); e Host-Only (a máquina virtual apenas se conecta ao host).
- Possibilidade de criar registros instantâneos ("snapshots") de uma máquina virtual num dado momento. Assim, é possível testar configurações, e se elas derem errado pode-se reverter.

### VMware Workstation Player
O VMware Workstation Player, antigo VMware Player, é um pacote de software de virtualização para computadores x64 que executam o Microsoft Windows ou o Linux, fornecido de forma gratuita.
O VMware Player gratuito era distinto do VMware Workstation até as versões v7 do Player e v11 do Workstation. Em 2015, os dois pacotes foram combinados como VMware Workstation 12, com uma versão gratuita do Player de uso não comercial que, na compra de um código de licença, tornou-se o VMware Workstation Pro de especificação superior.

### VMware Server (anteriormente VMware GSX Server)
O VMware Server (anteriormente VMware GSX Server) é voltado ao uso em servidores de pequeno e médio porte. Tornou-se gratuito em 12 de Junho de 2006. É um produto de "entrada" para o mercado.
Conta com boa parte dos recursos da versão Workstation, e adiciona recursos úteis ao seu uso em servidores, como o gerenciamento remoto (usando uma versão modificada do VNC). Isto resulta em perda de desempenho na interface gráfica, porém não é um problema para servidores que rodam "headless", ou seja, sem monitor ou interface gráfica.
Curiosidade: GSX significa "Ground Storm X".

### VMware ESXi (anteriormente VMware ESX)
O VMware ESXi (anteriormente VMware ESX) é voltado ao uso em servidores de grande porte. É um sistema operacional dedicado, que usa um núcleo proprietário, baseado no SimOS. O Red Hat Linux é usado para prover os diversos serviços, como gerenciamento remoto. Por rodar em um nível mais próximo do hardware, elimina-se o overhead de ter um sistema base, e aumenta-se a segurança. Por este motivo ele é usado em servidores de grande porte.

### VMware Fusion
O VMware Fusion é um hipervisor desenvolvido pela VMware para computadores Apple Macintosh com CPU Intel. O produto se encontra em sua décima primeira versão, com suporte inclusive a aceleração 3d por hardware.

### Outros Produtos
- VMware ThinApp, um programa que permite a criação de "aplicações portáteis" ("portable apps")
- VMware P2V, uma ferramenta para converter máquinas reais em máquinas virtuais.
- VMware VirtualCenter, uma ferramenta para centralizar o gerenciamento de instalações do VMware.
- VMotion, uma ferramenta para transferir máquinas virtuais entre servidores, de forma tão transparente quanto possível, resultando no mínimo de downtime (tempo com o servidor fora do ar)

## Funcionamento
Ao contrário do que parece à primeira vista, o VMware não é um emulador. Vai a um nível mais baixo, onde o processador chega por vezes a executar diretamente o código da máquina virtual. Quando isto não é possível, o código é convertido de forma a que o processador não precise trocar para o modo real, o que seria uma perda de tempo.

## Utilidade
O VMware é útil para:
- Ambientes de desenvolvimento, onde é necessário testar uma aplicação em várias plataformas: Muitas empresas têm produtos multiplataforma, que precisam ser testados em Windows e em diversas distribuições do Linux.
- Ambientes de suporte, onde é necessário dar suporte a diversas aplicações e sistemas operacionais. Um técnico de suporte pode rapidamente usar uma máquina virtual para abrir um ambiente Linux ou Windows.
- Migração e consolidação de servidores antigos: é muito comum vermos redes com diversos servidores antigos, que resultam em um custo de manutenção maior. Com o VMware podemos concentrá-los em uma máquina só.
- Manutenção de aplicações antigas e teste de sistemas novos: o uso do VMware para testar sistemas operacionais é um dos usos mais comuns do produto. Por exemplo, é possível usá-lo para executar o Windows dentro do Linux ou o oposto.
- Manter a compatibilidade de hardware. Alguns hardwares não têm drivers para o Linux ou para versões mais recentes do Windows. Neste caso, é possível usar hardwares (ligados pela porta paralela ou USB) com uma máquina virtual.
- Simulação de instalações complexas de rede.
- Apresentação de demonstrações de sistemas completos prontos a usar, tipicamente referidas como VMware appliances.
- Num ambiente protegido é típico usar balanceador de carga, várias firewall e 4 servidores físicos para alojar com segurança um único site que use servidor web e base de dados. Com máquinas virtuais é possível criar redundância contra falhas e segurança adicional contra intrusão sem recorrer a tantas máquinas físicas e distribuindo e aproveitando melhor os recursos das máquinas hospedeiras.
- Desde a versão ESX 3.0, virtualização com VMware pode ser utilizado para produção com total segurança.

## Limitações
Algumas limitações do VMware:
- Não há suporte para placas PCI.

## Funcionalidades
Descrevendo as funcionalidades:
- Hypervisor: é o núcleo da solução de virtualização, responsável por particionar, encapsular e isolar os recursos da maquina para a utilização em ambientes virtualizados.
- VMFS: VMware file system é a base para se criar o datacenter virtual e permite que sejam montados pools de recursos distribuídos.
- Virtual SMP – permite que maquinas virtuais tenham mais de um processador virtual.
- Update Manager – Automatiza e facilita o update no ESX server e em maquinas virtuais.
- Virtual Center Agent – agente que troca informações com o Virtual Center Management Server, para gerenciamento do pool de recursos
- VMware Data Recovery (VDR) – permite realizar backup full e fazer a recuperação de máquinas de forma full ou incremental individual de arquivos ou diretórios
- HA - High availability – funcionalidade que permite que a infra-estrutura do datacenter virtual identifique que houve uma queda de um servidor físico e em um tempo muito curto religue as maquinas virtuais que estavam naquele servidor físico em outro.
- Vmotion – funcionalidade que permite movimentar um servidor virtual entre servidores físico SEM DESLIGAMENTO DO SERVIDOR VIRTUAL. Essa característica é muito importante pois reduz significativamente as paradas planejadas de sistema, ao mesmo tempo em que se torna um excelente aliado na alocação dinâmica de recursos do pool (flexibilidade).
- Storage Vmotion – permite movimentar os arquivos de discos das maquinas virtuais entre dois storages para evitar gargalos de IO, sem desligar o servidor virtual.
- DRS – Distributed Resource Scheduler é uma funcionalidade que permite ao datacenter virtual fazer balanceamento de carga das maquinas virtuais para adequar-se a mudanças na demanda de cada aplicação/máquina virtual.
- DPM – Dynamic Power Management permite ao sistema reduzir o consumo de energia em momentos de baixo consumo de recursos.(***ainda não recomendado para produção***)

## Aquisição da VMware pela Broadcom
Em 2022, a Broadcom anunciou a aquisição da VMware, uma das principais empresas de software de virtualização e nuvem. O acordo foi avaliado em aproximadamente 61 bilhões de dólares, sendo uma das maiores aquisições no setor de tecnologia. A compra foi concluída após a aprovação de reguladores em várias regiões, incluindo os Estados Unidos e a União Europeia.
Essa aquisição marcou um importante movimento estratégico da Broadcom, que tradicionalmente tem um portfólio focado em semicondutores, para expandir sua presença no mercado de software e infraestrutura de TI. A VMware, com seu vasto portfólio de produtos e soluções de virtualização, nuvem híbrida e segurança, complementa as operações da Broadcom, ampliando suas capacidades em áreas como data centers, computação em nuvem e redes empresariais.
A aquisição foi concluída em 22 de novembro de 2023, com a VMware mantendo uma operação independente no início, mas com planos de integração a longo prazo. A Broadcom espera que a união das duas empresas crie um portfólio mais robusto e competitivo, especialmente nas áreas de software corporativo e infraestrutura de nuvem.
Com a finalização da compra, o CEO da VMware, Raghu Raghuram, e outros líderes da empresa passaram a fazer parte da nova estrutura organizacional da Broadcom, com a promessa de continuar inovando e expandindo os serviços oferecidos aos seus clientes ao redor do mundo.